# التسلسل الزمني لمعاداة الصهيونية
يسلّط التسلسل الزمني لمعاداة الصهيونية الضوء تطوّرات معاداة الصهيونية، بما في ذلك الأحداث التي شكلت تاريخ الفكر المعادي للصهيونية.

## 1800–1896
- في الثمانينيات من القرن التاسع عشر، اعتبر اليهود الأرثوذكسيون ظهور الصهيونية تهديدًا، خاصة بسبب طابعها العلماني وإعادة تعريف الهوية اليهودية. خلال هذا العقد، قاومت المجتمعات الأرثوذكسية فكرة الصهيونية التي صوّرت اليهود شعبًا باحثًا عن وطن، بدلًا من أن يكونوا مجتمعًا ينتظر الخلاص من المسيح. نددت المجتمعات اليهودية الموجودة أساسًا في القدس بالوافدين الصهاينة الجُدد للسلطات العثمانية.[1]
- في عام 1882، تأثر السفير الأمريكي إلى الإمبراطورية العثمانية، لو والاس، بمعاناة اللاجئين الروس الذين رآهم يتضورون جوعًا في شوارع القسطنطينية. دعي إلى مكتب الخارجية في مقر الباب العالي. تلقى رسالة من وزير الشؤون الخارجية فيها بيان بأن اليهود مرحب بهم في أي مكان في الإمبراطورية ما عدا في فلسطين.[2]

ردًا على كتاب «التحرر التلقائي» لليون بينسكر الذي أكد أن تحرير اليهود يتطلب وجود وطن لهم خارج أوروبا، رد الحاخام الفينيزي أدولف جيلينيك بأن «ليس لليهود أية سمات وطنية، ولكن بسبب مذهبهم العالمي، يتكيفون ويمتصون الصفات من الأمم التي يولدون ويتعلمون في وسطها... نحن في الوطن في أوروبا ونعتبر أنفسنا أبناء البلدان التي وُلدنا وتربينا فيها، نتكلم لغاتها، وتشكل ثقافاتها جوهر فكرنا. نحن ألمان، فرنسيون، مجر، إيطاليون، وغير ذلك، بكل جوانب وجودنا. لقد توقفنا منذ فترة طويلة عن أن نكون ساميين أصيلين، وفقدنا منذ زمن بعيد الشعور بالجنسية العبرية».
- 1885: تندد منصة بيتسبرغ، التي دعا إليها قادة اليهودية الإصلاحية كوفمان كولر وإسحاق ماير وايز بالصهيونية، وتعتمد النص: «ندرك، في العصر الحديث للثقافة العالمية والعقل والقلب، اقتراب تحقق الأمل اليهودي في إنشاء مملكة الحقيقة والعدل والسلام بين جميع الناس. نعتبر أنفسنا لم نعد أمة، بل مجتمع ديني، وبالتالي لا نتوقع إعادة العودة إلى فلسطين، ولا تقديم القرابين لأبناء هارون، ولا استعادة أي من القوانين المتعلقة بالدولة اليهودية».[4]

## بعد المؤتمر الصهيوني الأول
- 1879 – تأسيس الجبهة اليهودية العامة، الحزب الاشتراكي العلماني المعادي للصهيونية، الذي كان هدفه توحيد اليهود داخل الإمبراطورية الروسية في فيلنيوس في 7 أكتوبر.
  - الحاخام فيينا موريتز غوديمان ينشر كتيبه «اليهودية الوطنية»، رافضًا الصهيونية ومعتبرًا إياها منافية لليهودية.
  - انتقاد الحاخام هيرمان نفتالي آدلر، رئيس حركة الأشكناز في لندن، وموريتز غوديمان، الحاخام الأكبر في فيينا، اقتراح هرتسل لعقد مؤتمر في ميونخ حول فلسطين، وأعربت الهيئة التنفيذية للجمعية الحاخامية الألمانية، برئاسة زيغموند مايبوم، عن رأيها في إعلان عام في يونيو 1897 مؤكدة أن: «تطلعات ما يسمى بالصهاينة لتأسيس دولة يهودية في فلسطين تتناقض مع الوعد المسيحي لليهودية كما هو مكتوب في الكتب المقدسة والمصادر الدينية لاحقًا».
- عام 1898، كتب كارل كراوس «إينا كرونه فير زيون»، وهو نقد حاد للصهيونية السياسية، متهمًا هرتزل بدعم المعادين للسامية من خلال ترويجه لفكرة أن اليهود لديهم ولاءات متعددة، وتشجيع فكرة أن اليهود يجب أن يتركوا بلدانهم.
- في عام 1899، مدفوعًا «بواجب مقدس من الضمير»، كتب يوسف الخالدي، رئيس بلدية القدس العربية وعضو في البرلمان العثماني، رسالة إلى زادوك كان، الحاخام الأكبر في فرنسا، معبرًا عن قلقه من أن الصهيونية قد تعرض العلاقات الودية بين المسلمين والمسيحيين واليهود في الإمبراطورية العثمانية للخطر. كتب أيضًا: «من يمكنه إنكار حقوق اليهود في فلسطين؟ يا إلهي، تاريخيًا هي بلدكم!». مع ذلك، اقترح الخالدي أنه نظرًا لأن فلسطين كانت مأهولة بالفعل، ينبغي على الصهاينة أن يجدوا مكانًا آخر لتحقيق أهدافهم السياسية، كاتبًا: «باسم الله، اتركوا فلسطين وشأنها».
- في عام 1902، وصفت صحيفة «الإسرائيلي الأمريكي» الصهيونية بأنها «حملة تحريضية خبيثة» ستقوّض قبول اليهود في البلدان التي يعيشون فيها حاليًا. ساهم في الصحيفة عدد من الأشخاص مثل ديفيد فيليبسون وموسى ميلزينر وعالم تاريخ اليهود غوتهارد دويتش لمعارضة الصهيونية، مُجادلين أن اليهودية هي دين فقط، وبالتالي فإن شعبها ليس لديه دولة.
- في عام 1905، انفصلت منظمة الإقليميين اليهود عن المنظمة الصهيونية العالمية، بهدف الحصول على «مساحة كبيرة من الأراضي (مفضلة داخل الإمبراطورية البريطانية) لتأسيس مأوى يهودي للاجئين» خارج فلسطين. بحثوا في فكرة الاستيطان في سيرينايكا. تأسست فولكسجروب (فصيل دوما يهودي سعى، على عكس الأعضاء الصهاينة الروس، إلى الحكم الذاتي المجتمعي) في فيلنا في مارس.
- 1908- 1914: بدأت المعارضة المتزايدة من الفلسطينيين والعثمانيين لمشروع الصهيونية في الظهور.
- 1912 مايو: تأسست جماعة أغودات يسرائيل في كاتوفيتسه، حضرها 200 حاخام أرثوذكسي من ألمانيا وشرق أوروبا، مع كون بناثان بيرنباوم مفكرًا رئيسيًا، ممثلة المعارضة الأرثوذكسية المنظمة الأولى للصهيونية وتأسيس دولة يهودية.
- 1915: نشر الفيلسوف هيرمان كوهين كتابه «ديوتشتوم أوند يودنتوم»، معارضًا البرنامج الصهيوني بالقول بأن اليهود لا يحتاجون إلى وطن لأنهم جزء لا يتجزأ من أوروبا.
- 1916 نوفمبر: جادل كلاود مونتيفيور، الذي عارض الصهيونية لما تخلقه من مشكلة في الولاء لليهود في الشتات، بأن المعادين للسامية يدعمون الصهيونية، قائلًا: «كيف يمكن لرجل أن ينتمي إلى دولتين في نفس الوقت؟... ليس من المستغرب أن جميع معادي السامية متحمسون للصهيونية».
- 1917: قدّم إدوين صمويل مونتاجو مذكرته حول معاداة السامية من قبل الحكومة البريطانية، ردًا على المناقشات المستمرة حول إعلان بلفور. كانت وجهة نظره أن الاقتراح البريطاني معادٍ للسامية/ وأنه يعني أن اليهود سيحظون بمعاملة تفضيلية على المسلمين والمسيحيين الذين كان لديهم أيضًا تاريخ طويل من الانتماء إلى البلاد، وأنه سيجمع معادي السامية في جميع أنحاء العالم. لا يمكن التغلب على التحيزات المعادية لليهود من خلال إنشاء دولة يهودية. وأشار أيضًا إلى أن «الصهيونية دائمًا ما بدت لي كمعتقد سياسي مضر، لا يمكن أن يتبناه أي مواطن وطني في المملكة المتحدة»، وقدم مبادئه الأربعة لمعاداة الصهيونية.
- 1917: دافيد ليندو ألكسندر، رئيس مجلس نواب اليهود البريطانيين، وكلود مونتيفيور، رئيس الجمعية الأنجلو يهودية، يعارضان البيانات المنشورة لزعماء الصهيونية التي تفيد بأن «المستوطنات اليهودية في فلسطين يجب أن يُعترف لها بطابع وطني» والنية «لمنح المستوطنين اليهود في فلسطين بعض الحقوق الخاصة تفوق تلك التي يتمتع بها بقية السكان».

## بعد وعد بلفور
- 1917: تأسست رابطة اليهود البريطانيين المعادية للصهيونية في المملكة المتحدة.
- 1918: أعلن الحاخام إسحاق بروير: «الصهيونية هي أسوأ عدو ظهر على الأمة اليهودية. ينخرط الإصلاح المعادي للقومية مع الفكرة في سجال مفتوح، لكن الصهيونية تقتل الأمة ثم ترفع جثتها إلى العرش.
- 1918: تأسست ييفسكتسيا في روسيا السوفيتية لمحاربة الصهيونية وجلب الشيوعية للجماهير اليهودية.
- 1919: قدم عضو مجلس الشيوخ اليهودي يوليوس خان عريضة معارضة للصهيونية إلى وودرو ويلسون قبل مؤتمر السلام في باريس، تضمنت البيان: «نحن نحتج على الفصل السياسي لليهود وإعادة إنشاء دولة يهودية مميزة في فلسطين فيما يتنافى مع مبادئ الديمقراطية التي تعتزم مؤتمر السلام العالمي إقامتها. سواء اليهود عرقًا أم ديانة، فإن تأسيس دولة على أي من هذه الأسس أمر يتعارض مع المبادئ الديمقراطية التي خاضت من أجلها الحرب العالمية». شملت العريضة توقيعات أكثر من 300 يهودي أمريكي بارز، بمن فيهم هنري مورغنثاو الأب وسيمون روزندال.